# ARD

Beeldmerk van de ARD

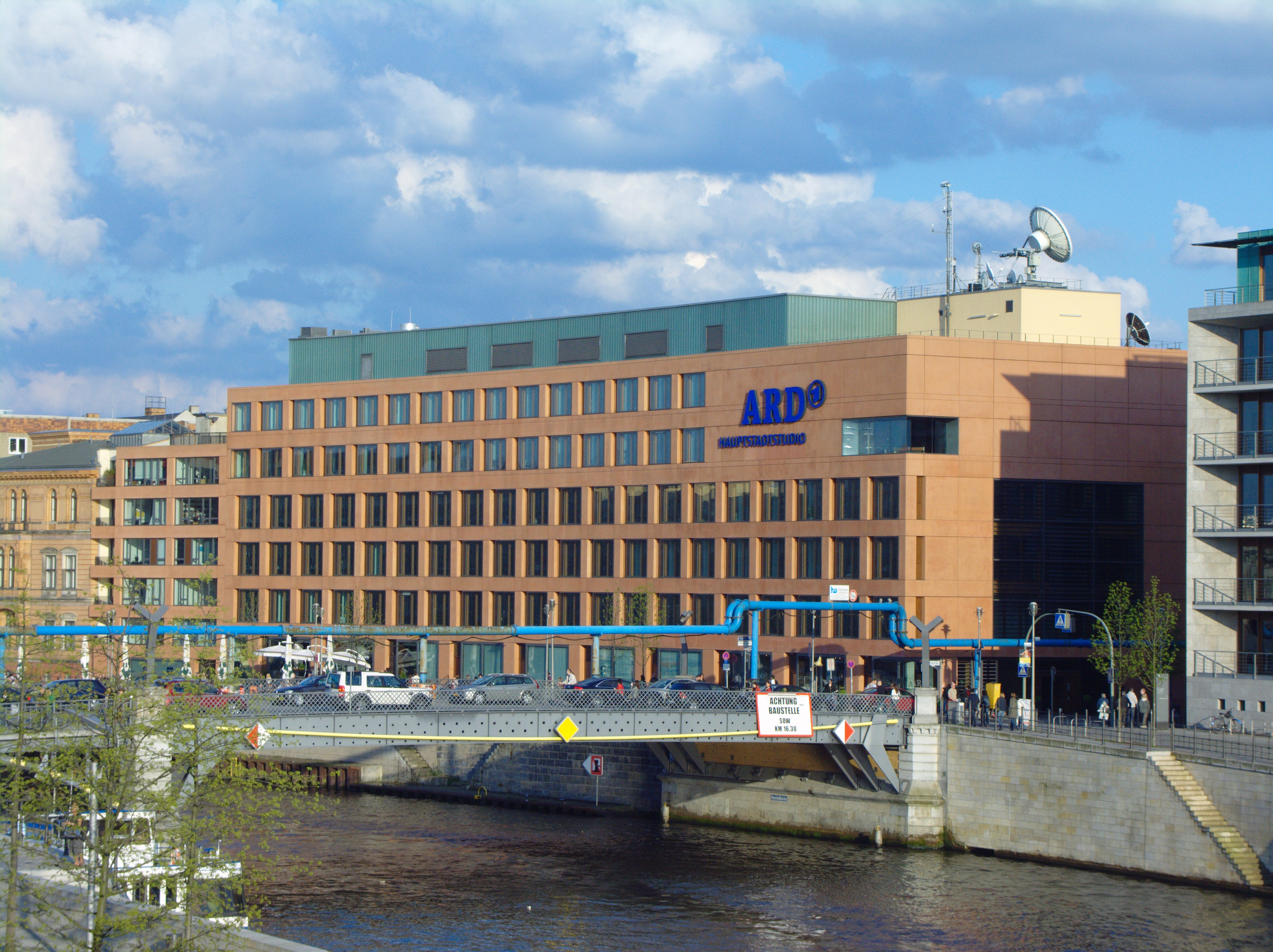
ARD-hoofdstadstudio in Berlijn (gezien vanuit het noordwesten)

ARD (Arbeitsgemeinschaft der öffentlich-rechtlichen Rundfunkanstalten der Bundesrepublik Deutschland) is een samenwerkingsverband van de Duitse openbare regionale omroepen en de Duitse wereldomroep Deutsche Welle.
Vaak wordt met ARD ook het tv-kanaal aangeduid dat officieel Das Erste heet; in Nederland en België noemt men dit kanaal meestal Duitsland 1.

## Geschiedenis
Na de Tweede Wereldoorlog richtten de bezetters in hun bezettingszones radiozenders op. Op 9 juni 1950 stichtten die zenders de ARD. De zenders waren toen:
- Bayerischer Rundfunk
- Hessischer Rundfunk
- Radio Bremen
- Süddeutscher Rundfunk in Württemberg-Baden (vanaf 1952 deel van Baden-Württemberg)
- Südwestfunk in de Franse zone, in 1998 gefuseerd met de SDR tot de SWR
- Nordwestdeutscher Rundfunk in de Britse zone, later opgesplitst in NDR en WDR
- RIAS en de nationale radiozender Deutschlandfunk fuseerden in 1994 tot Deutschlandradio, die sindsdien door ARD en ZDF samen wordt gerund en geen lid van de ARD is.

RIAS (Rundfunk im Amerikanischen Sektor, namelijk van Berlijn) kreeg een adviserende stem. De leden van de ARD bleven onafhankelijk. Vanaf 1952/1954 zond de ARD regelmatig een tv-programma voor geheel Duitsland (in feite de Bondsrepubliek) uit. Het heette toen Deutsches Fernsehen, sinds 1984 Erstes Deutsches Fernsehen en sinds 1996 Das Erste. Tot begin jaren 1960 bleef het ARD-programma het enige in de Bondsrepubliek.

## Das Erste
Het nationale televisiekanaal Das Erste wordt gevuld met programma's die door de ARD-omroepen zijn gemaakt. De zender heeft een marktaandeel van iets meer dan 14% (2004).

## Leden

Omroepen binnen de ARD

#### Huidige leden
De ARD is een samenwerkingsverband van in totaal 10 omroepen. Naast de negen regionale omroepen, maakt ook de Deutsche Welle deel uit van de ARD. Alle regionale ARD-omroepen hebben een eigen televisiezender en meerdere radiozenders.
| Omroep                      | Afk. | Stad              | Oprichtings- jaar | Uitzendgebied                                                                    |
| --------------------------- | ---- | ----------------- | ----------------- | -------------------------------------------------------------------------------- |
| Bayerischer Rundfunk        | BR   | München           | 1949              | Beieren                                                                          |
| Deutsche Welle              | DW   | Bonn, Berlijn     | 1953              | buitenland                                                                       |
| Hessischer Rundfunk         | hr   | Frankfurt am Main | 1948              | Hessen                                                                           |
| Mitteldeutscher Rundfunk    | MDR  | Leipzig           | 1991              | Saksen, Saksen-Anhalt en Thüringen                                               |
| Norddeutscher Rundfunk      | NDR  | Hamburg           | 1956              | Hamburg, Nedersaksen, Sleeswijk-Holstein en sinds 1991 Mecklenburg-Voor-Pommeren |
| Radio Bremen                | RB   | Bremen            | 1945              | Vrije Hanzestad Bremen                                                           |
| Rundfunk Berlin-Brandenburg | rbb  | Berlijn, Potsdam  | 2003              | Berlijn en Brandenburg                                                           |
| Saarländischer Rundfunk     | SR   | Saarbrücken       | 1957              | Saarland                                                                         |
| Südwestrundfunk             | SWR  | Stuttgart         | 1998              | Baden-Württemberg en Rijnland-Palts                                              |
| Westdeutscher Rundfunk      | WDR  | Keulen            | 1956              | Noordrijn-Westfalen                                                              |

#### Voormalige leden
| Omroep                            | Afk. | Stad        | Oprichtings- jaar | Einde | Opvolger        | Uitzendgebied |
| --------------------------------- | ---- | ----------- | ----------------- | ----- | --------------- | --- |
| Nordwestdeutscher Rundfunk        | NWDR | Hamburg     | 1945              | 1955  | NDR, WDR en SFB | Hamburg, Nedersaksen, Sleeswijk-Holstein, Noordrijn-Westfalen, West-Berlijn (tot 1954)                            |
| Süddeutscher Rundfunk             | SDR  | Stuttgart   | 1949              | 1998  | SWR             | Württemberg-Baden (uitzendgebied bleef na oprichting Baden-Württemberg onveranderd)                               |
| Südwestfunk                       | SWF  | Baden-Baden | 1946              | 1998  | SWR             | Baden, Württemberg-Hohenzollern, Rijnland-Palts (uitzendgebied bleef na oprichting Baden-Württemberg onveranderd) |
| Sender Freies Berlin              | SFB  | Berlijn     | 1954              | 2003  | RBB             | Berlijn (tot 1990 alleen West-Berlijn)                                                                            |
| Ostdeutscher Rundfunk Brandenburg | ORB  | Potsdam     | 1991              | 2003  | RBB             | Brandenburg |

## Bekende programma's
- Das Quiz mit Jörg Pilawa
- Frag doch mal die Maus
- Feste der Volksmusik
- immer wieder sonntags
- Musikantenstadl
- Rudi Carrell Show
- Tatort
- Verstehen Sie Spaß?
- Musikladen

## Bekende presentatoren
- Andy Borg
- Frank Elstner
- Jörg Pilawa
- Florian Silbereisen
- Gerhard Delling

## Degeto
Degeto Film GmbH is de centrale filminkoopmaatschappij van de ARD-omroepen.